# Lago di Arignano
Il lago di Arignano è un lago che si trova nell'omonimo comune della città metropolitana di Torino.
Fu il conte Paolo Remigio Costa della Trinità a realizzare questo vasto bacino irriguo, che è anche il più grande specchio d'acqua di tutta la Collina torinese. Posto in regione Cremera, ai confini dei comuni di Marentino (comune nel quale territorio ricade gran parte del lago) e Arignano, vide la luce grazie al Brunati, ispettore generale del genio civile, che redasse e presentò, nel 1838, il progetto.

## Descrizione
Il sito, originariamente una vasta depressione ricoperta di erba, era favorevole grazie al terreno leggermente concavo e richiedeva solo uno sbarramento a valle. La realizzazione dell'invaso fu osteggiata da alcuni proprietari, espropriati dei propri terreni, che ne contestarono il valore di utilità pubblica ed espressero dubbi sul fatto che la massa d'acqua avrebbe reso l'aria insalubre, ma la volontà del conte Costa consentì di superare tutti gli ostacoli, finché il 5 febbraio 1839 Carlo Alberto concesse le "regie patenti" di autorizzazione ai lavori, che procedettero molto rapidamente. Il promotore dell'opera, tuttavia, fece appena in tempo a vedere realizzato il suo progetto perché morì il 5 dicembre 1839.
Con la terra di riporto fu creata al centro del lago un'isoletta che, rivestita di vegetazione, divenne un riposante luogo di svago e di attracco per le barche. Attualmente l'uso dei natanti è vietato, pertanto l'isola non è raggiungibile.
L'unico immissario del lago è il piccolo rio del Lago, che proviene da nord, non è mai completamente in secca (anche se necessita dell'apporto delle piogge per riuscire a colmare l'invaso) e raccoglie le acque della Valle di Lana e della Valle Lucco (modeste "scanalature" incassate nelle colline del Chierese tra Marentino e Sciolze). Ai lati dello sbarramento in terra, nel territorio di Marentino (cioè a sud ovest), è presente un canale fugatore rivestito in cemento: tale opera di ingegneria idraulica serve infatti per smaltire a valle l'acqua in arrivo dal bacino imbrifero ed evitare che a seguito di un periodo di pioggia il livello dell'acqua nel lago salga fino a "scavalcare" la diga in terra. Tale eventualità condurrebbe sicuramente a far "sciogliere" la terra nell'acqua, provocando così una corposa onda di piena che si abbatterebbe verso valle in quanto la diga è arrivata a rottura. Il canale fugatore, ovvero lo scaricatore di piena, prosegue nel suo sviluppo fino a congiungersi con lo stretto emissario del lago, che prende il nome di rivo del Molino.
Quando fu costruito lo sbarramento il lago di Arignano aveva una estensione di 0,3 km² (380 m di larghezza all'altezza della diga e 900 di lunghezza in direzione nord-sud), circa la metà del Lago Piccolo di Avigliana. Oggi tale superficie massima, direttamente proporzionale al volume d'acqua invasato, è raggiunta solo in presenza di periodi di piogge intense o prolungate, quindi tipicamente nella stagione primaverile/autunnale; nelle altre stagioni più siccitose (estate ed inverno) pertanto il lago è più "ristretto".
I benefici dell'opera non tardarono a evidenziarsi, consentendo di fronteggiare i lunghi periodi di siccità estiva e di razionalizzare la distribuzione irrigua nelle campagne di Chieri e dintorni, oltre che ad alimentare due mulini: quello del Lago (rimasto in funzione fino agli anni sessanta) e il mulino Moano (costruito nel 1860), ancora esistenti, ma non funzionanti. Permisero inoltre lo svolgimento della pesca della redditizia tinca ai fittavoli che in cambio si impegnavano nella manutenzione dell'opera, e la produzione del ghiaccio, tradizionalmente prelevato prima di Natale e poi immagazzinato nelle ghiacciaie dei conti della Trinità.

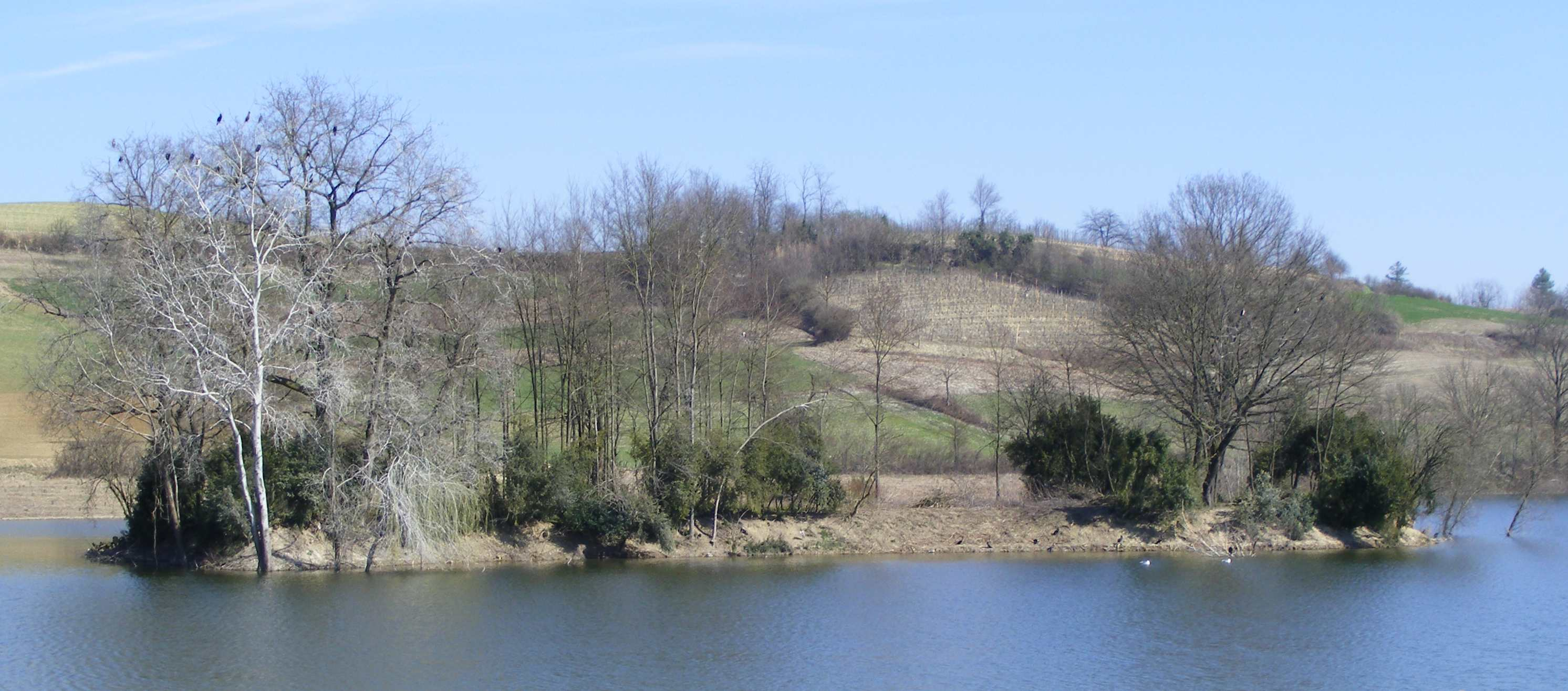
L'isoletta al centro del lago. Alcuni degli alberi presenti risalgono all'anno di costruzione dell'invaso (1839)

La lenta decadenza dell'invaso iniziò verso il 1900, quando i Costa vendettero la proprietà del lago ai conti Rossi di Montelera. I nuovi proprietari ridussero i lavori di manutenzione, dando luogo ad un inevitabile impaludamento. Negli anni '70 vennero effettuati dei lavori di bonifica, ma il pessimo stato degli argani di manovra per lo spurgo delle acque e delle paratie e il timore di instabilità della diga in caso di eventi meteorologici eccezionali indussero la prefettura di Torino, il 15 marzo 1980, ad ordinare l'apertura delle paratie e lo svuotamento del lago.

Dopo vari anni in cui il terreno dell'invaso venne in parte coltivato a mais iniziarono i lavori per la messa in sicurezza della diga che portarono nel 2005 a riempire nuovamente il lago; questo rappresenta oggi nuovamente un'importante area umida apprezzata dall'avifauna locale e di passo (oche, germani reali, svassi, cormorani, tuffetti, poiane, garzette).

## Il lago oggi
La funzione odierna del lago di Arignano non è di natura turistica, nel senso convenzionale del termine, in quanto non è raggiungibile tramite strada asfaltata, non sono presenti bar/chioschi ed è vietata la balneazione,  né costituisce una riserva di pesca, dato che non si è ancora provveduto a nessun ripopolamento (ci sono solo gli uccelli). È presente un tipo di fruizione/utilizzo naturalistico/escursionistico, in quanto è raggiungibile a piedi e in bicicletta, tramite sentieri tracciati. Essendo l'invaso attualmente studiato per essere un'oasi naturalistica, oltre che all'occorrenza cassa di laminazione delle piene che possono interessare il torrente Banna posto più a valle, è vietato qualsiasi prelievo idrico a scopo irriguo. Il comitato che si prefigge la salvaguardia del lago di Arignano ha inoltre promosso la richiesta alla Regione di riconoscerne la tutela territoriale e naturalistica.
Per il lago di Arignano passa il cammino medio del Cammino di Don Bosco.